# Єльгільдіно
Єльгі́льдіно (рос. Ельгильдино, башк. Елгилде) — присілок у складі Салаватського району Башкортостану, Росія. Входить до складу Лагеревської сільської ради.
Населення — 24 особи (2010; 29 в 2002).
Національний склад:
- башкири — 86 %